# Langues océaniennes occidentales
Les langues océaniennes occidentales sont des langues austronésiennes et constituent un des sous-groupes des langues océaniennes.

## Classification

Les langues océaniennes. Le groupe océanien occidental est entouré en vert

### Place parmi les langues océaniennes
Les langues océaniennes occidentales sont un groupe de premier niveau dans la classification des langues océaniennes de Lynch, Ross et Crowley. Les deux autres groupes classés à ce niveau sont les langues des îles de l'Amirauté et les langues océaniennes centrales-orientales.
Pour ces auteurs, cependant, ce groupe de langues remonte sans doute à un « réseau » de dialectes et non à une proto-langue directement identifiable et descendant du proto-océanien.

### Histoire
Les groupes qui parlaient les dialectes océaniens occidentaux se sont répandus dans les régions
où on les trouve aujourd'hui assez lentement. Cela s'explique par le fait qu'ils ont atteint des territoires déjà occupés par des populations de langue océanienne centrale orientale ou papoue.

### Caractéristiques du groupe
Les langues océaniennes occidentales partagent certaines innovations par rapport au proto-océanien. La principale est que le proto-océanien *(k)ira, pronom indépendant de 3e personne pluriel, est remplacé par *idri[a]. Pourtant, ce changement n'est pas présent dans toutes les langues du groupe.

### Classification interne
Selon Lynch, Ross et Crowley, l'océanien occidental se partage en trois sous-groupes :
- lien[5] méso-mélanésien
- lien de la pointe papoue
- lien Nouvelle-Guinée du Nord

Un autre groupe, les langues sarmi-jayapura, pourrait faire partie de cet ensemble. Il est cependant possible qu'il s'agisse d'un quatrième groupe de premier niveau. L'état actuel des recherches ne permet pas de répondre.

## Sources
- (en) Lynch, John; Malcolm Ross et Terry Crowley, The Oceanic Languages, Curzon Language Family Series, Richmond, Curzon Press, 2002,  (ISBN 0-7007-1128-7)